# Amiata Records
L'Amiata Records è un'etichetta discografica indipendente, fondata nel 1992 da Matteo Silva a Firenze, le cui produzioni spaziano fra diversi generi: dalla musica antica a quella contemporanea, dalla world music al jazz e all'elettronica. Il nome Amiata deriva dall'omonimo monte nel sud della Toscana, luogo in cui è stata fondata l'etichetta.

## Storia
La Amiata Records nasce da un'idea di Matteo Silva, che aveva precedentemente lavorato per l'etichetta tedesca Wergo curando per loro la collana Spectrum, e dalla collaborazione con Marc Eagleton, per produrre e proporre i propri progetti musicali. Venne così prodotto nel 1992 il primo disco di Matteo Silva dal titolo "Ad Infinitum". A questo disco seguirono altre collaborazioni con compositori di musica contemporanea, amici dei due come Michael Vetter, che appassionatosi al progetto decise di trasferirsi in Toscana.
Durante i primi anni Amiata si specializza in musica classica contemporanea e di avanguardia, annoverando nel suo catalogo artisti quali Hans Otte, Terry Riley, Steve Reich, Ludovico Einaudi, Arvo Pärt,  Mark Kostabi, Aldo Brizzi, Gianfranco Pernaiachi e cantanti quali Sainkho Namtchylak, Amelia Cuni e il gruppo vocale Faraualla. Se inizialmente erano evidenti gli indirizzi tra il Minimalismo ed una ricerca sulla sacralità nella musica, in seguito divenne importante il legame con generi di ispirazione etnica come la world music, pubblicando dischi di musiche provenienti da ogni parte del mondo, dall'India, all'Africa, dall'America latina all'Italia. Fra gli artisti di maggiore successo in queste collane vi sono i Fratelli Mancuso, Ustad Nishat Khan, i Lama  Tibetani del monastero di Sera Jè, Chögyal Namkhai Norbu, il virtuoso indiano Zakir Hussain e l'Ensemble Club musical Oriente Cubano.
Oltre alle collane di musica etnica e contemporanea, Amiata ha creato delle collane di musica classica e di musica antica di cui fa parte il progetto Synaulia, particolare opera di ricerca archeologico-musicale che mirava a ridare una voce alla musica dell'antichità italica, in particolar modo del periodo Romano classico attraverso la ricostruzione dello strumentario dell'epoca e di cui sono stati pubblicati i primi due volumi (musica dell'antica Roma vol.I -  strumenti a fiato, musica dell'antica Roma vol. II - strumenti a corda); fra gli artisti di queste collane vi sono interpreti quali il Quartetto Bernini, Paul Badura-Skoda e il paleorganologo e musicista Walter Maioli. Il catalogo annovera poi lavori come Meeting of Angels, in cui il sitar di Ustad Nishat Khan incontra l'Ensemble Gilles Binchois specializzato in canto gregoriano esperimento musicale di grande successo culminato oltre che in disco anche in un tour in alcune delle più belle chiese e cattedrali d'Europa.

## Catalogo
Il catalogo di Amiata Records comprende oltre cento titoli suddivisi in 7 serie: 
- Secret World[6]
- Roots[7]
- New Music[8]
- Cutting Edge[9]
- Inner Arts[10]
- Classica[11]
- Multimedia Arts[12]

## Artisti principali
- Aldo Brizzi
- Antonio Infantino
- Astor Piazzolla
- Atman
- Bauls of Bengal
- Faraualla
- Fratelli Mancuso
- Gilberto Gil
- Igor Koshkendey
- Marino de Rosas
- Open Quartet
- Paul Badura-Skoda
- Sangita
- Sainkho
- Synaulia
- Steve Reich
- Quartetto Bernini
- Terry Riley
- Ustad Nishat Khan
- Whisky Trail
- Zakir Hussain

## Progetti speciali
- "Fairy Tales of the World", una collezione di dodici cd di fiabe provenienti dai cinque continenti. Ogni cd è accompagnato da un booklet illustrato, in cui il testo è trascritto per intero.

## Riconoscimenti e premi
- Vincitrice del Naird Award (U.S.A.) come miglior etichetta indipendente
- 2 Nomination ai Grammy Awards (U.S.A.)